# 杜博沃耶农村居民点 (犹太自治州)
杜博沃耶农村居民点（俄语：Дубовское сельское поселение）是俄罗斯联邦犹太自治州比罗比詹区所属的一个农村居民点。其下辖有2个居民点，行政中心为杜博沃耶。据2016年统计，该农村居民点的人口为1231人。